# Fotbollsgalan 2006
Fotbollsgalan 2006 hölls måndagen den 13 november 2006 på Hovet i Stockholm och var den 12:e Fotbollsgalan i ordningen. Programledare var Adam Alsing och Jessica Almenäs. TV 4 och Sveriges Radio P4 sände.

## Priser
| Pris                    | Vinnare                                |
| ----------------------- | -------------------------------------- |
| Årets genombrott        | Stina Segerström, KIF Örebro DFF       |
| Årets tränare, herrar   | Magnus Haglund, IF Elfsborg            |
| Årets tränare, dam      | Andrée Jeglertz, Umeå IK               |
| Årets nykomling         | Ola Toivonen, Örgryte IS               |
| Årets forward, herr     | Marcus Allbäck, FC Köpenhamn           |
| Årets forward, dam      | Lotta Schelin, Kopparbergs/Göteborg FC |
| Årets mittfältare, herr | Tobias Linderoth, FC Köpenhamn         |
| Årets mittfältare, dam  | Caroline Seger, Linköping FC           |
| Årets back, herr        | Petter Hansson, SC Heerenveen          |
| Årets back, dam         | Hanna Marklund, Sunnanå SK             |
| Årets målvakt, herr     | Rami Shaaban, Fredrikstad FK           |
| Årets målvakt, dam      | Caroline Jönsson, LdB FC Malmö         |
| Diamantbollen           | Lotta Schelin, Kopparbergs/Göteborg FC |
| Guldbollen              | Fredrik Ljungberg, Arsenal             |

## Artister

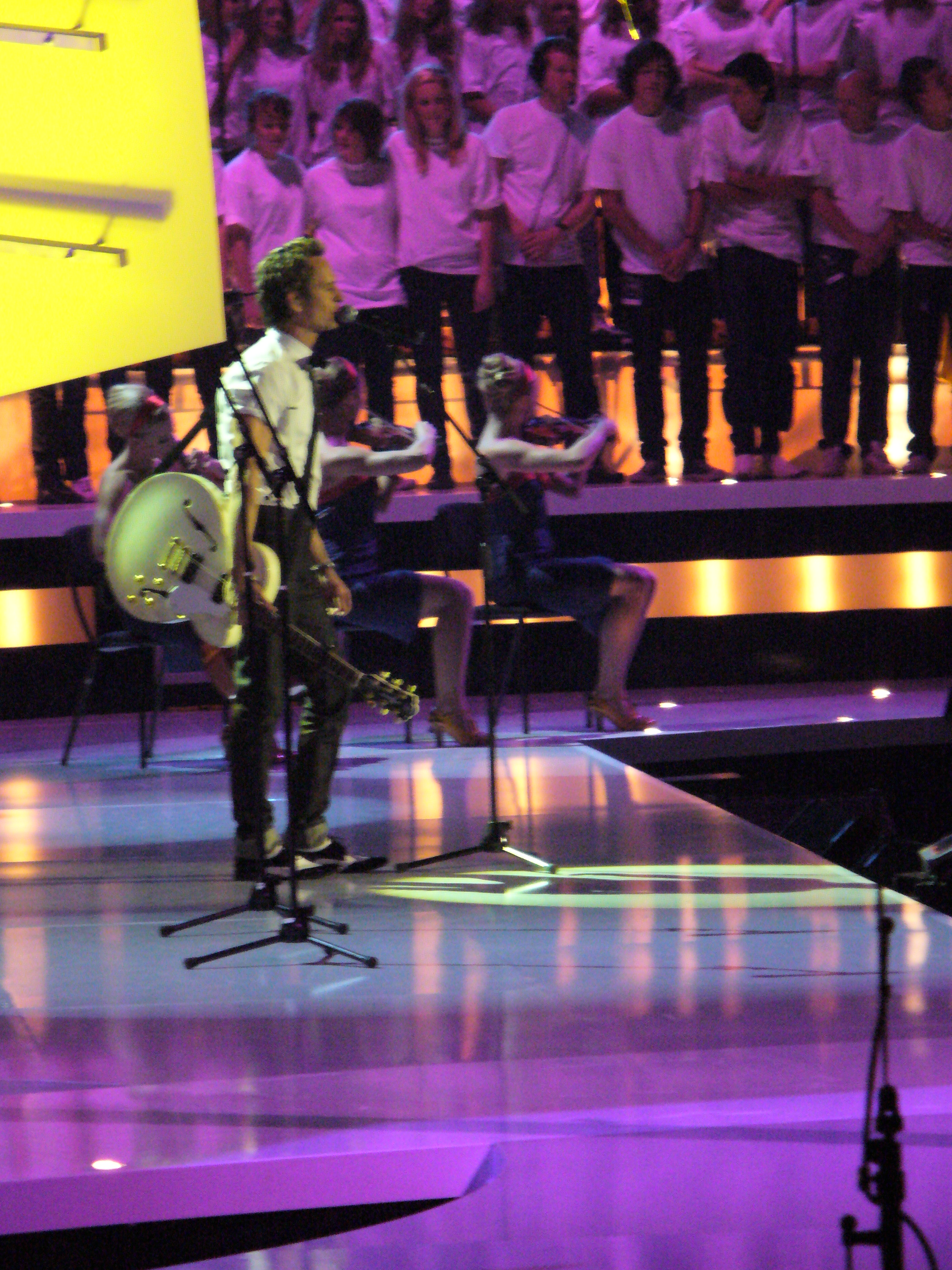
Orup uppträder.

Uppträdde gjorde Take That, Orup och Melody Club.